# Stachylina paucispora
Stachylina paucispora är en svampart som beskrevs av Lichtw. 2003. Stachylina paucispora ingår i släktet Stachylina och familjen Harpellaceae.   Inga underarter finns listade i Catalogue of Life.